# アポロニアの戦い
アポロニアの戦い（英：Battle of Apollonia,　紀元前220年初頭）は、セレウコス朝に対して反旗を翻したメディア総督モロン (Molon) とセレウコス朝の王アンティオコス3世がメソポタミアで衝突した戦い。この戦いの結果モロンは自殺に追い込まれ、反乱は事実上鎮圧された。

## 背景
セレウコス朝ではセレウコス2世（紀元前246年 - 紀元前226年）の時代の内戦以来急激に領土が縮小しつつあった。続くセレウコス3世（紀元前226年 - 紀元前223年）は旧領回復を目指したが間もなく暗殺された。こうした中でセレウコス朝の宮廷では宰相ヘルメイアスが権勢を振るうようになった。ヘルメイアスの協力の下でアンティオコス3世がセレウコス朝の王となった。メディアの総督（サトラップ）であったモロンと、彼の兄弟でペルシスの総督であったアレクサンドロスはヘルメイアスと対立しており、アンティオコス3世の即位直後の混乱に際して遂に反乱を起こした（紀元前222年）。
これに対し未だ政権の安定しないアンティオコス3世の側は有効な対応策を取る事が難しく、ヘルメイアスの推挙した将軍クセノエテスらをバビロンに向かわせてメソポタミアへの反乱拡大を阻止する方策を採った。しかし、クセノエテス率いる討伐軍はモロンの擬装撤退の罠に嵌り敗退し、反乱軍はティグリス河畔のセレウキアに進駐した。これによってメソポタミアの広い範囲が反乱軍の支配下に落ちた。このため反乱の抜き差しならない状況を認識したアンティオコス3世は自ら軍を率いて反乱鎮圧に向かうこととなった。本格的な討伐軍の接近の報を受けたモロンはセレウキアから引き上げて本拠地のメディアへと撤退しようとしたが、アンティオコス3世はモロンの退却路を塞ぐ形で軍を進め、アポロニアで反乱軍の退却を阻み戦闘に突入した。

## 経過
セレウコス朝軍は密集方陣（ファランクス）を組んだ約9000人の中央部を中心に右翼に長槍騎兵、クレタ弓兵、他にガラティア人、ギリシア人の傭兵部隊を、左翼には最精鋭の騎兵部隊（ヘタイロイ）を配置し、前衛部隊として戦象10頭と軽騎兵が用意された。アンティオコス3世は右翼部隊を直接指揮下におき、宰相のヘルメイアスらも指揮官として参戦している。
反乱軍は中央にガラティア人と密集方陣を組んだ歩兵部隊、両翼に騎兵と軽装兵を配置し、中央前列には鎌戦車部隊が配置した。
退却路に立ちふさがるように展開したセレウコス朝軍に対し、反乱軍はモロン自身の指揮する右翼部隊と、その弟のナオラウスが指揮する左翼部隊、この両翼の騎兵による突撃を行い戦闘が開始された。ところがナオラウス率いる左翼部隊の兵士達は激突する敵右翼部隊の司令官がアンティオコス3世本人であり、またその兵力が大きいのを見て実際に衝突する前に降伏してしまった。左翼部隊の降伏を見た中央軍の傭兵達もこれに倣い、モロンの指揮する右翼部隊は敵味方に包囲されることになった。モロン自身は善戦したものの、味方に見捨てられた彼は敗北を悟って自殺し、戦いはあっけなくセレウコス朝軍の勝利に終わった。

## 結果
この戦いの結果モロン、アレクサンドロスの反乱軍はまとまった兵力の動員が事実上不可能となった。戦後間もなくアレクサンドロスも自殺に追い込まれ反乱は鎮圧された。アンティオコス3世はこれによって領内への統制を強める事が可能になるとともに、権勢を振るったヘルメイアスの排除が可能となった。しばらく後にアンティオコス3世によってヘルメイアスは暗殺され、アンティオコス3世は強力な指導力を発揮してセレウコス朝の失われた領土を回復していくこととなった。